# Hadrumetum
Hadrumetum byla původně fénická kolonie, která předcházela Kartágu. Následně se z ní stalo jedno z nejdůležitějších měst v římské Africe, než ho zpustošili Vandalové a později definitivně Umajjovci. V raném novověku na jeho místě vznikla osada Hammeim, dnes již součást tuniského města Súsy.
Během archeologických vykopávek na místě již zbořeného kostela Neposkvrněného početí Panny Marie v Súse byla nalezena řada stél s dochovanými punskými nápisy.

## Název
Fénický i punský název pro toto místo byl DRMT (𐤃‬𐤓‬𐤌𐤕‬), což lze přeložit jako „jižní“ nebo „jižan“. Podobnou strukturu lze nalézt i ve fénickém názvu starého předchůdce Cádizu, který se objevuje jako Gadir nebo Agadir („pevnost“).
Starověké přepisy názvy města vykazují velké množství variací. Různí Řekové helenizovali jeho jméno jako Adrýme (starořecky Ἀδρύμη), Adrýmes (starořecky Ἀδρύμης), Adrýmeton (starořecky Ἀδρύμητον), Adrýmetos (starořecky Ἀδρύμητος), Adramýtes (starořecky Ἀδραμύτης) a Adrámetós (starořecky Ἀδράμητος). Dochované římské nápisy a mince standardizovaly jeho latinské pojmenování jako Hadrumetum, ale v jiných zdrojích se objevuje i jako Adrumetum, Adrumetus, Adrimetum, Hadrymetum atd. Po svém povýšení na římskou kolonii byl jeho formální název upraven na Colonia Concordia Ulpia Trajana Augusta Frugifera Hadrumetina na počest svého císařského patrona.
Počátkem 5. století bylo přejmenováno po císaři Honoriovi na Honoriopolis, poté po dobytí Vandaly v roce 434 po jejich králi Hunerichovi na Hunerikopolis a po znovudobytí Byzantinci po císaři Justiniánovi Justinianopolis.

## Poloha
Hadrumetum ovládalo ústí malé říčky vlévající se do Hammámetského zálivu (latinsky Sinus Neapolitanus), zátoky Středozemního moře u tuniského pobřeží.

## Dějiny

### Fénická kolonie
Hadrumetum založili v 9. století př. n. l. obchodnící z Týru jako obchodní stanici a kontrolní bod podél svých obchodních cest do Itálie a ke Gibraltarského průlivu. Jeho založení předcházelo Kartágu, ale stejně jako ostatní fénické kolonie na západě se stalo po dlouhém obléhání Tyru Nebukadnesarem II. v letech 586–573 př. n. l. součástí kartaginské říše.

### Kartaginské město

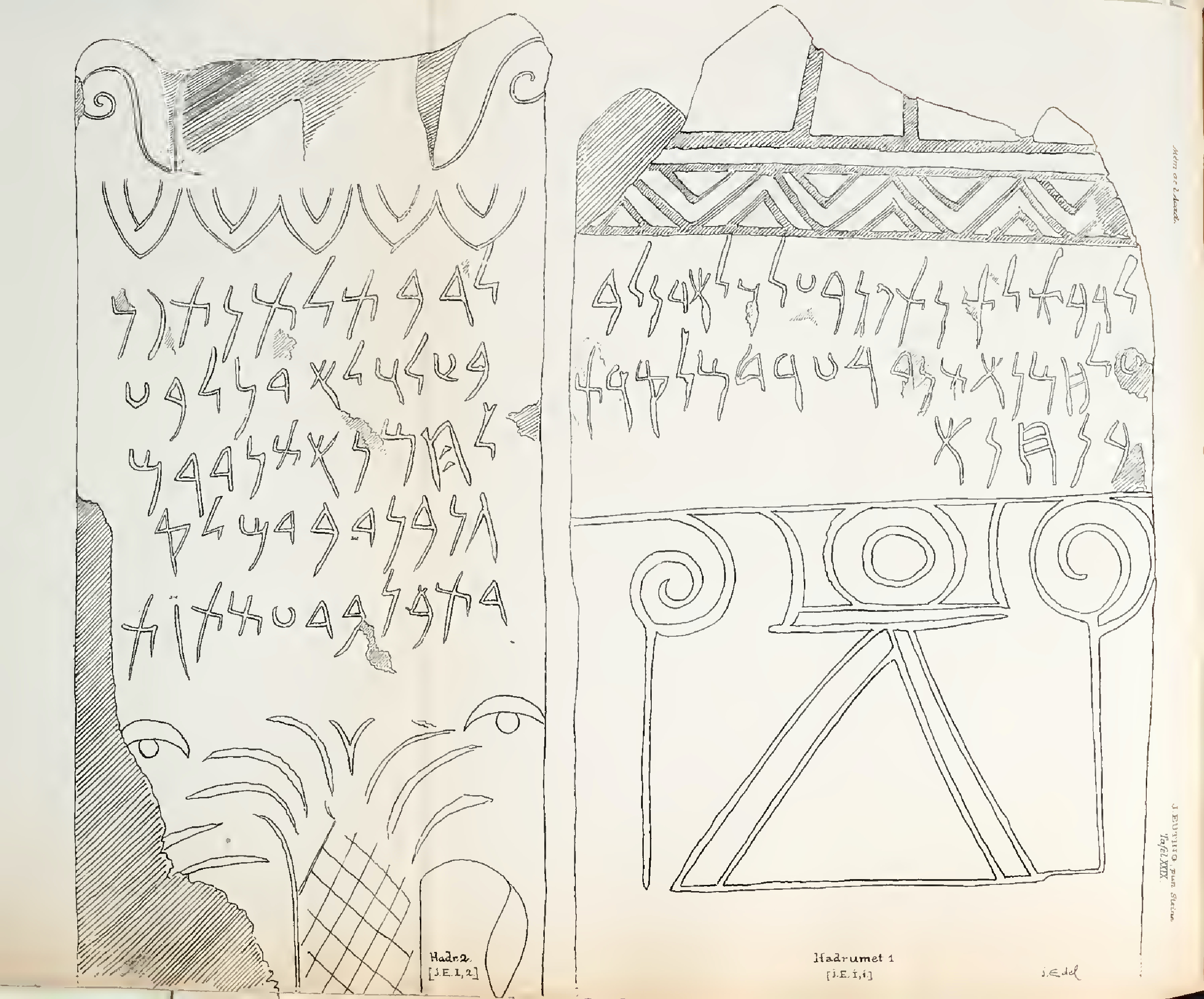
Nápisy z Hadrumeta jsou podobné nápisům z kartaginských náhrobků

V roce 310 př. n. l. za řecko-kartaginských válek obsadil Hadrumetum Agathoklés ze Syrakus jako součást svého neúspěšného pokusu přenést konflikt do Afriky na kartaginské území. Město později poskytlo útočiště Hannibalovi a jeho vojákům, kteří se zachránili po porážce v bitvě u Zamy v roce 202 př. n. l., která rozhodla o výsledku druhé punské války. Celková délka punských hradeb byla v té době podle všeho 6410 metrů; některé jejich zříceniny se dochovaly do současné doby.

### Římské město
Během třetí punské války podporovalo Hadrumetum Římany proti Kartágu a po zničení Kartága v roce 146 př. n. l. získalo za svůj postoj další území a status svobodného města. V tomto období si smělo volit sufety (latinsky duumviri) a razit vlastní bronzové mince s hlavou Neptuna nebo symbolem Slunce.
Za občanské války mezi Pompeiem a Caesarem zajistil Gaius Considius Longus s armádou odpovídající velikostí dvěma legiím Hadrumetum pro optimáty. Navzdory tomu, že byl posílen berberskou jízdou pod velením Gnaea Calpurnia Pisona a pěším vojskem z města Clupey, nebyl schopen zabránit Caesarovi, aby se 28. prosince 47 př. n. l. nevylodil poblíž Hadrumeta. Podle Suetonia Caesar po vystoupení na břeh zakopl a upadl, což se mohlo pokládat za neblahé znamení pro celou výpravu. Caesar však duchapřítomně stiskl do rukou hrst hlíny a prohlásil „Držím tě, Afriko!“ (latinsky Teneo te Africa!) Caesarovy pokusy o vyjednávání s Considiem byly odmítnuty, a proto Ceasar táhl proti spojeným vojskům Metella Scipiona a numidského krále Juby, které drtivě porazil v bitvě u Thapsu. Po bitvě byl Considius zabit svými vlastními muži kvůli penězům, které převážel a město přešlo k Caesarovi.
Za vlády císaře Augusta nesly mince ražené v Hadrumetu na líci jeho portrét a na rubu jméno (a často i portrét) afrického prokonzula; po Augustově smrti byla mincovna uzavřena. Když byl africkým prokonzulem Vespasianus, došlo v Hadrumetu ke vzpouře, nicméně město nadále prosperovalo. Traianus mu udělil status římské kolonie a jeho obyvatelé získali římské občanství. Z této doby se dochoval rozsáhlý komplex unikátní mozaikové výzdoby spolu s mnoha raně křesťanskými předměty z katakomb. Po Kartágu se z něj stalo druhé nejvýznamnější město v římské Africe, narodil se zde Clodius Albinus, který se v roce 190 pokoušel stát se císařem. Na konci 3. století se stalo hlavním městem nově vytvořené provincie Byzacena.
Hadrumetum bylo díky úrodnosti svého vnitrozemí (současný tuniský Sahel) jednou z nejdůležitějších měst v římské severní Africe, a tím se stalo důležitým zdrojem zásobování Říma obilím. Se svým sousedem Thysdrem se dostávalo do sporu o chrám bohyně Minervy, který stál na jejich společné hranici.

### Pozdější dějiny

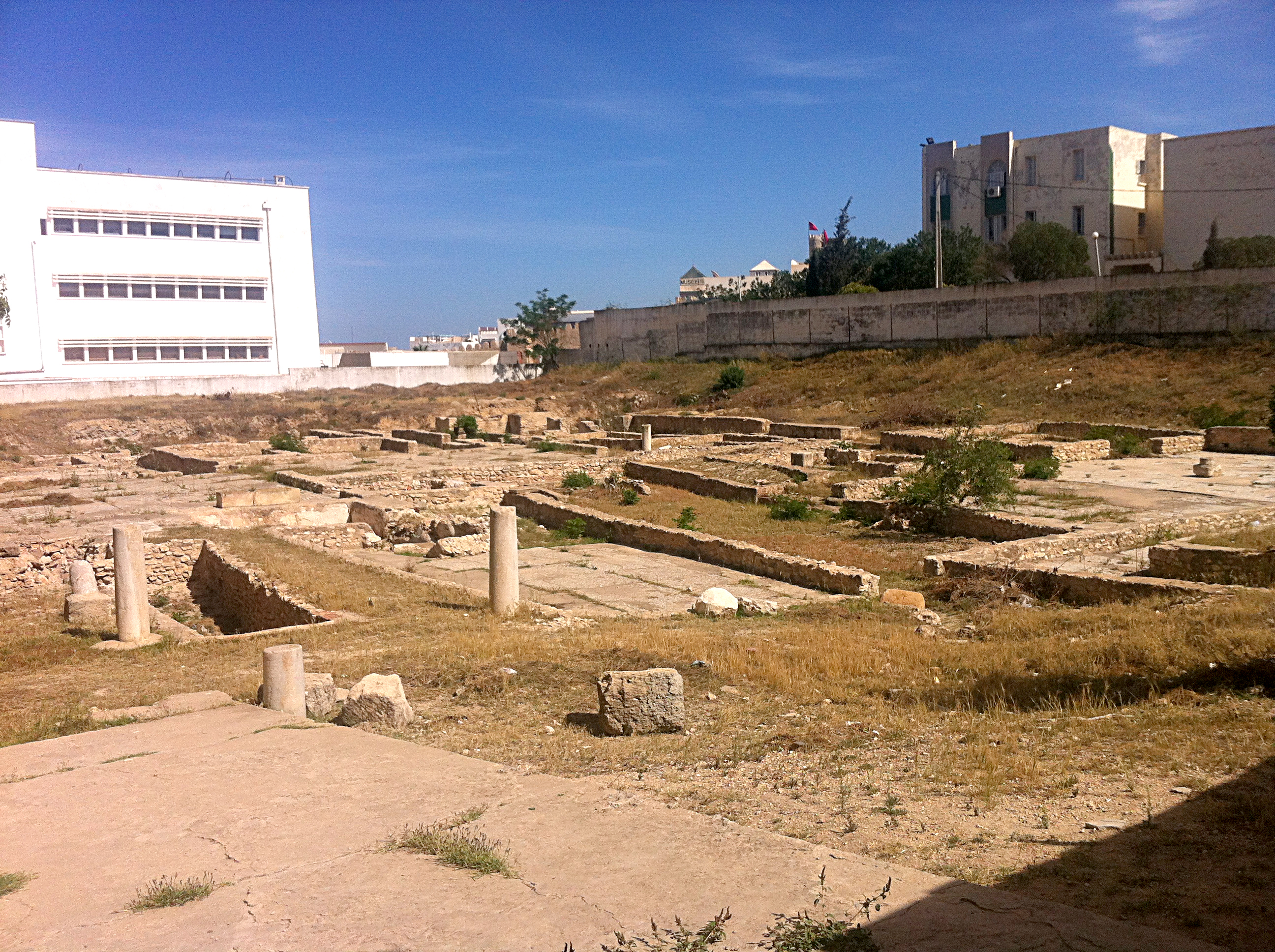
Římské ruiny Hadrumeta

V roce 434 bylo z velké části zničeno Vandaly; jejich horlivé ariánství vytvořilo v převažující katolické většině římského obyvatelstva řadu ortodoxních mučedníků včetně svatých Felixe a Victoriana. O století později bylo Hadrumetum během války s Vandaly znovu dobyto a přestavěno Byzantinci. V 7. století ho dobyla a zničila vojska umajjovského chalífátu.
Zříceniny Hadrumeta se dnes rozkládají při vesnici Hammeim, 10 kilometrů od moderní Súsy, jejíž okraje dosahují až k ruinám.
Francouzský inženýr A. Daux za koloniální nadvlády znovu objevil hráze a mola obchodního přístavu římského města a obrysy jeho vojenského přístavu; oba byly většinou umělé a od konce starověku zanesené naplaveninami. Louis Carton a Abbé Leynaud objevili v roce 1904 křesťanské katakomby; tunely se táhnou kilometry daleko přes malé podzemní galerie plné římských a byzantských sarkofágů a nápisů.

## Ruiny
Kromě punských hradeb, římských přístavů a byzantských katakomb se zde nachází ruiny byzantské akropole a baziliky, římský hipodrom, cisterny, amfiteátr a punské nekropole.

## Náboženství
Jako hlavní město římské provincie vyprodukovalo Hadrumetum řadu křesťanských světců, včetně Mavila předhozeného divé zvěři v cirku za místních perzekucí v průběhu Caracallovy vlády nebo biskupa Felixe, prokonzula Victoriana a Frumentia během úsilí Vandalů násilně převést své katolické poddané na ariánství. V letech 255 až 551 bylo Hadrumetum sídlem biskupství. Zaniklé biskupství bylo obnoveno v 17. století jako katolická titulární diecéze.

### Seznam biskupů
Ve starověku v Hadrumetu působilo devět biskupů, které známe jménem.
- Polycarpus z Hadrumeta, účastník synody v Kartágu v roce 256[16]
- svatý Felix, umučen za krále Geisericha
- svatý Primasius
- Raphael de Figueredo (14. 5. 1681 – 12. 10. 1695)
- Salvator-Alexandre-Félix-Carmel Brincat (12. 5. 1889 – 2. 4. 1909)
- Giacinto Gaggia (29. 4. 1909 – 28. 10. 1913)
- Jean-Marie Bourchany (13. 1. 1914 – 27. 11. 1931)
- Carlo Re IMC (14. 12. 1931 – 29. 12. 1951)
- Jorge Manrique Hurtado (23. 2. 1952 – 28. 7. 1956)
- Celestin Bezmalinovic OP (7. 8. 1956 – 1967)
- Mijo Škvorc SJ (16. 6. 1970 – 15. 2. 1989)
- Marian Błażej Kruszyłowicz OFM Conv. (9. 12. 1989 – )